# Fuensantilla-Edisol
Fuensantilla-Edisol es un barrio de la ciudad de Córdoba (España), perteneciente al Distrito Levante. Está situado en zona oeste del distrito. Limita al norte con el barrio de Fátima; al este y al sur, con el barrio de Sagunto; al oeste, con los barrios de San Lorenzo y Ollerías; y al noroeste, con el barrio de Zumbacón-Gavilán.

## Lugares de interés
- Ronda del Marrubial